# Bradford Cox
Bradford Cox, också känd under artistnamnet Atlas Sound, född 15 maj 1982 i Athens, Georgia, är en amerikansk musiker, mest känd som medlem i Deerhunter. Artistnamnet kommer från det företag som skapat den kassettspelare Cox spelade in med som tonåring. Cox lider av sjukdomen Marfans syndrom. 
Med debutalbumet Let the Blind Lead Those Who Can See but Cannot Feel fick Cox goda recensioner och kom bland annat med på Pitchfork Medias lista över 2008s bästa album. Det följande albumet Logos släpptes hösten 2009. På albumet gästar Noah Lennox från Animal Collective samt Laetitia Sadier från Stereolab.

## Diskografi

### Studioalbum
- 2009 – Let the Blind Lead Those Who Can See but Cannot Feel
- 2009 – Logos
- 2011 – Parallax

### EP-skivor
- 2008 – Another Bedroom
- 2009 – Rough Trade

## Filmografi
- 2013 – Dallas Buyers Club